# Desacelerador de antiprotões

Localização do Antiproton Decelerator no CERN

Detalhe do AD

Desacelerador de antiprotões (AD do inglês Antiproton Decelerator) é uma máquina única no seu género pois produz antiprotões a baixa energia para estudar a antimatéria, e criar assim antiátomos - o antiátomo é o correspondente ao átomo da antimatéria. 
No começo, um feixe de protões acelerado no Sincrotrão a Protões (PS), do CERN, é lançado contra um alvo metálico. As energias assim produzidas são suficientes para se obter - uma vez em cada milhão de colisões - um par protão-antiprotão. Estes antiprotões têm demasiada energia para poderem ser utilizados tal-qual na produção de antiátomos, pois que, além de terem energias diferentes, moverem-se desordenadamente. É graças ao AD que as partículas são 'domesticadas' e transformadas num feixe de baixa energia, utilisáveis em seguida na produção de antimatéria.
Numa primeira fase, uma série de ímans de curvatura e de focalização mantêm os antiprotões na mesma trajectória enquanto que potentes campos electromagnéticos os travam (desaceleram). Só depois, numa segunda fase, é que as dispersões de energia e os desvios são reduzidas graças à técnica de "refrigeração". Uma vez travados a cerca de um décimo da velocidade da luz, os antiprotões podem ser ejectados, e assim se termina no fim de um minuto o "ciclo de desaceleração". 
Referência: CERN - Public, Le AD 